# 苏联航空工业部
苏联航空工业部（俄语：Министерство авиационной промышленности СССР），成立于1946年，是苏联部长会议直属的一个部门，主要负责航空科学研究、产品设计和工业生产。

## 历史沿革
1939年1月11日，苏联最高苏维埃主席团决定，将苏联国防工业人民委员部拆分为四个部门，其第1总局、第5总局、第10总局、第18总局为基础组建苏联航空工业人民委员部。1946年3月15日，改称苏联航空工业部。1953年3月15日，与苏联武器部合并为苏联国防工业部。1953年8月24日，根据苏联最高苏维埃主席团的法令，重新成立苏联航空工业部。1957年12月14日，改为国家航空技术委员会，为苏联部长会议直属的部级机构。1965年3月2日，在国家航空技术委员会的基础上重新成立苏联航空工业部，直至苏联解体。

## 历任领导
- 米哈伊尔·卡冈诺维奇（1939年－1940年）
- 阿列克谢·沙胡林（1940年－1946年）
- 米哈伊尔·赫鲁尼切夫（1946年－1953年）[3]
- 彼得·杰缅季耶夫（1953年－1977年）
- 瓦西里·卡扎科夫（1977年－1981年）
- 伊万·西拉耶夫（1981年－1985年）
- 阿波罗·西斯托夫（1985年－1991年）